# Miers
Pour l’article homonyme, voir Miers (homonymie).
Miers est une commune française, située dans le nord du département du Lot en région Occitanie.
Elle est également dans le causse de Gramat, le plus vaste et le plus sauvage des quatre causses du Quercy.
Exposée à un climat océanique altéré, elle est drainée par  et par divers autres petits cours d'eau. Incluse dans le bassin de la Dordogne, la commune possède un patrimoine naturel remarquable :  et trois zones naturelles d'intérêt écologique, faunistique et floristique.
Miers est une commune rurale qui compte 448 habitants en 2022, après avoir connu un pic de population de 1 526 habitants en 1821.  Elle fait partie de l'aire d'attraction de Gramat. Ses habitants sont appelés les Miersois ou  Miersoises.
Cette station thermale possède un riche patrimoine préhistorique.

## Géographie

### Accès
Miers est situé dans le Quercy, sur le causse de Gramat, à 9 km au sud de la Dordogne. Ce village du département du Lot est à 12 km au nord de son chef-lieu de canton Gramat et à 70 km au nord de la préfecture Cahors.
La route départementale 20, reliant Alvignac à 4 km au sud et Carennac à 9,5 km au nord, contourne Miers. Les grands sites touristiques de Padirac et Rocamadour sont à proximité : respectivement à 6 km et 11 km.

### Communes limitrophes
Les communes limitrophes sont  Alvignac, Carennac, Floirac, Gintrac, Montvalent, Padirac et Thégra.
| Floirac    | Carennac | Gintrac |
| Montvalent | Miers    | Padirac |
|            | Alvignac | Thégra  |

### Relief
La borne IGN du lieu-dit Forges marque le point haut de Miers, à 426 mètres d'altitude, en direction de Thégra. Les zones les plus basses de la commune, à 215 mètres d'altitude, se trouvent au nord-est près de l'ancien couvent des Fieux et de la ligne de chemin de fer Brive-Rodez.
Au sud, la combe Molière, le plan d'eau et le ruisseau se dirigeant au nord-est vers le gouffre de Roc de Corn marquent la limite de Miers avec Alvignac. Le bourg de Miers est établi sur les terrains du Limargue à 500 mètres au sud de la faille de Padirac qui barre le paysage d'est en ouest. Le causse caillouteux et sec débute ici par les collines de Pech de Rhodes (375 mètres) et du Pech Clapié. Au nord, le causse à la forme d'une dépression d'orientation E-SE - W-NW venant de Padirac et descendant vers la Dordogne par les Fieux en direction de Gluges et Montvalent.

### Géologie

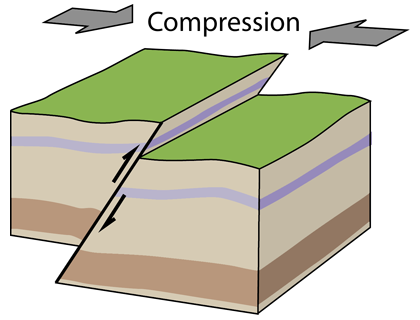
Mécanisme de création de la faille de Padirac.

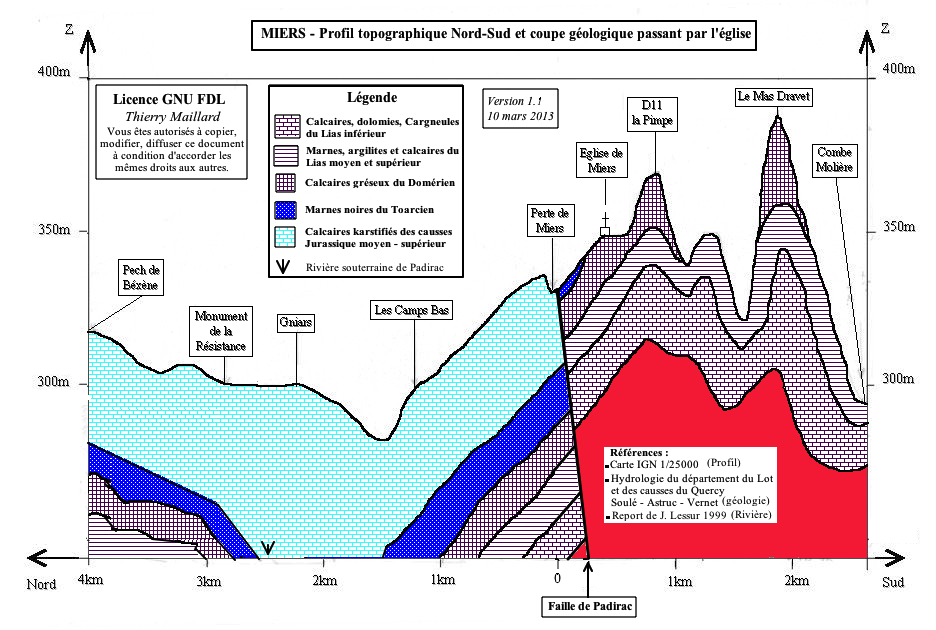
Coupe géologique dans un plan incluant l'église de Miers.

Le sous-sol de Miers est composé de roches sédimentaires qui se sont formées du Lias (-200 Ma) au Jurassique (-140 Ma), dans une mer chaude bordant le Massif central et recouvrant le nord du bassin aquitain. Ces roches avaient une épaisseur de 500 mètres.
Ce plateau tabulaire a émergé et l'érosion a raboté 200 mètres de calcaire en 20 Ma. Il a aussi subit une tectonique cassante de faible intensité qui créa la faille de Padirac et des plis de direction pyrénéenne (WNW-ESE). La partie qui se trouve au sud de la faille, sur laquelle se trouve le bourg de Miers a été surélevé et forme le horst de Miers-Alvignac. L'érosion a entièrement décapé sa couverture calcaire du Jurassique, laissant apparaître les sédiments plus anciens du Lias : marnes imperméables et calcaires argileux propices à l'agriculture.
Les calcaires situés au nord de la faille occupent plus de 10 km2 sur le territoire de Miers et sont karstifiables : propice au creusement de galeries.

### Hydrogéologie

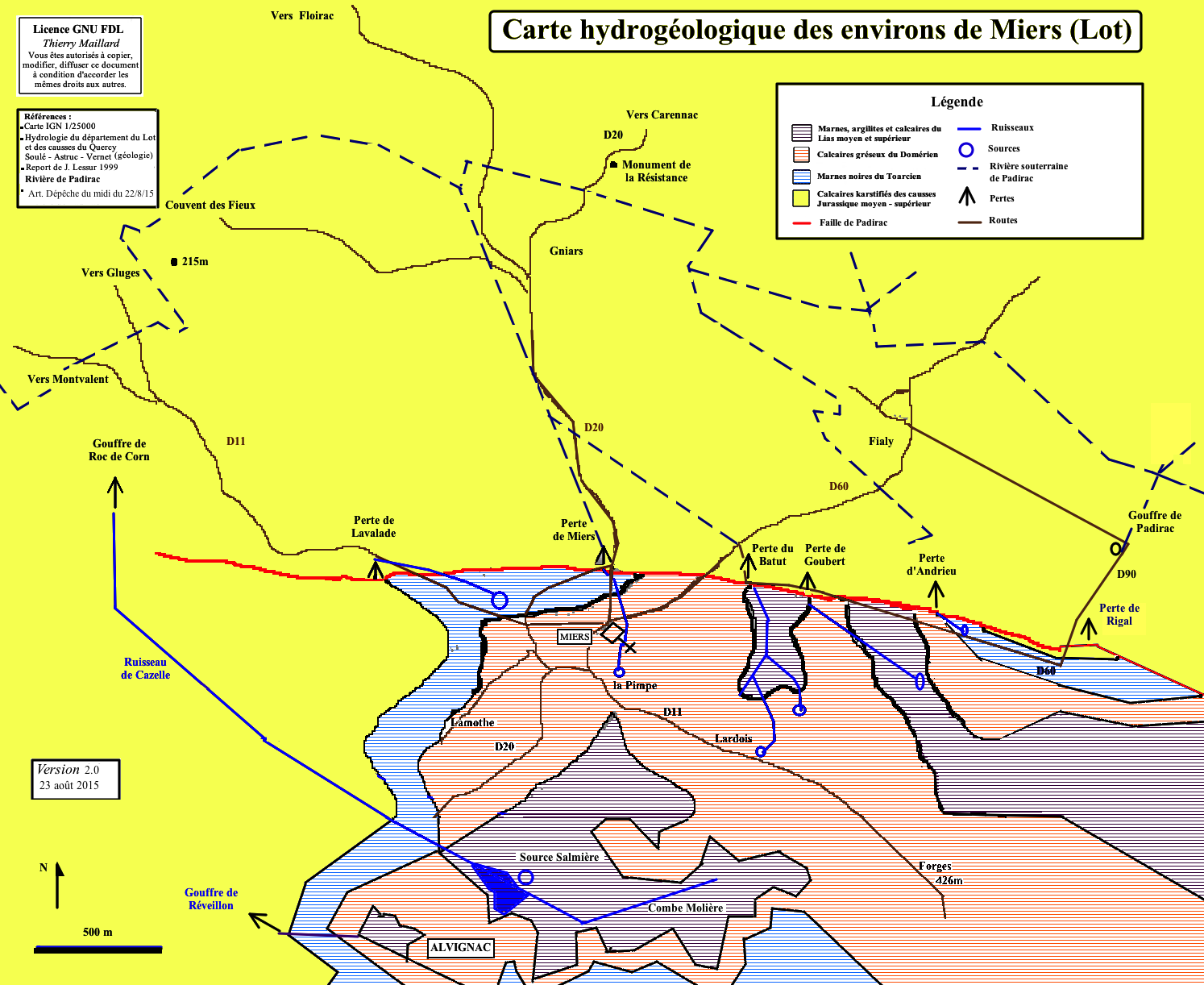
Carte hydrogéologique des environs de Miers.

Toutes les eaux collectées sur la commune de Miers sont dirigées vers le réseau souterrain de Padirac qui alimente le bassin collecteur de la Dordogne. Les exsurgences se situent en bordure du plateau calcaire sur la commune voisine de Montvalent : la fontaine Saint-Georges, celle dite du Lombard, le Gourguet et la Finou.
Trois parties peuvent être distinguées :
- Au sud, le bassin affluent repose sur les marnes noires et schistes du Toarcien. Ces roches imperméables drainent l'eau vers des ruisseaux. En bordure sud, la combe Molière, le plan d'eau et le ruisseau de Cazelle conduisent les eaux dans le gouffre du Roc de Corn. Ailleurs, Elles s'enfoncent sous terre dès qu'elles atteignent la limite des calcaires perméables ;
- À 500 mètres au nord du bourg, sur la faille de Padirac, s'alignent de l'est à l'ouest toutes les pertes : celles de Goubert, du Batut, de Miers, de la Valade, de Roc de Corn.
- Au nord, le plateau calcaire perméable du Jurassique collecte les ruisseaux précédents ainsi que les eaux de pluie en direction ouest - nord-ouest. Dans le prolongement des pertes, des vallées sèches, témoins d'un réseau aérien fossile, convergent toutes pour se diriger vers le nord-ouest[5].

### Spéléologie
Au nord de la faille de Padirac, Miers s'étend sur plus de 10 km2 de plateau calcaire du Jurassique. Dans cette zone, plus de vingt phénomènes karstiques : pertes, gouffres et igues, permettent parfois aux spéléologues l'accès à de grands réseaux souterrains. L'un des plus vastes du Lot, le réseau du gouffre de Padirac, traverse le territoire de Miers d'est en ouest avec ses 40 kilomètres de galeries explorées.
Quelques cavités de Miers :
- l'igue du Cheval ou de Magic Boy, trop plein de la perte du Batut, explorée à partir de 2001, 100 mètres de profondeur et plus de 2 kilomètres de développement[7] ;
- La perte de Miers ou des Ayrals : siphon d'entrée pompée en 1998 par Lesur, Dutarte et Boudsocq, explorée en 2007 sur 120 mètres par le spéléo club les Nyctalopes Ambidextres[8], puis par le Clan des Explorateurs de Cavernes de 2007 à 2015. Ces derniers ont découvert 11 km de galerie descendant à 170 m de profondeur. Ce réseau rejoint celui du gouffre de Padirac à 8 km de son entrée naturelle : le fil d'ariane et les traces de pas du spéléo-plongeur Clément Chaput, qui avait réitéré en octobre 2014 avec Bernard Gauche la jonction Padirac - résurgence, ont été identifiés[9]. Une coloration a montré une confluence avec la perte de Magic Boy à 1 500 m de la perte de Miers[10].
- L'igue de Barrières (du nom du hameau abandonné voisin), improprement notée « igue de Barrière », explorée par les assistants d'Édouard-Alfred Martel : Gaupillat, Armand et Foulquier, le 21 septembre 1890. Ils décrivent un puits de 31 mètres de profondeur et une galerie descendant 34 mètres plus bas[11]. Les explorations reprennent à partir de 1970. De nombreux clubs de spéléologie s'acharnent sans succès à trouver une suite au bas du puits d'entrée. Ce sont les frères Bitard et Jean Lesur qui franchissent la coulée de calcite et découvre 275 mètres de galerie. Une monnaie romaine fut découverte prise dans la calcite par Louis Bex le 25 février 1979. Cette pièce fut frappée entre 317 et 350 à l'époque de l'empereur d'Occident Constantin II[5]. Une deuxième, découverte par J.J. Stoeffler, se rattacherait à l'empereur byzantin Anastase Ier[12] ;
- la grotte préhistorique des Fieux découverte le 2 novembre 1964 par Jean Lesur, J. Bouchereau, L. Perrier et le propriétaire des lieux, Elie Caminade[12].

### Climat
Pour des articles plus généraux, voir Climat de l'Occitanie et Climat du Lot.
En 2010, le climat de la commune est de type climat océanique altéré, selon une étude s'appuyant sur une série de données couvrant la période 1971-2000. En 2020, Météo-France publie une typologie des climats de la France métropolitaine dans laquelle la commune est dans une zone de transition entre le climat océanique altéré et le climat de montagne ou de marges de montagne et est dans la région climatique Ouest et nord-ouest du Massif Central, caractérisée par une pluviométrie annuelle de 900 à 1 500 mm, maximale en automne et en hiver.
Pour la période 1971-2000, la température annuelle moyenne est de 11,5 °C, avec une amplitude thermique annuelle de 15,9 °C. Le cumul annuel moyen de précipitations est de 1 110 mm, avec 12,1 jours de précipitations en janvier et 7 jours en juillet. Pour la période 1991-2020, la température moyenne annuelle observée sur la station météorologique la plus proche, située sur la commune de Lunegarde à 18 km à vol d'oiseau, est de 12,6 °C et le cumul annuel moyen de précipitations est de 828,1 mm,. Pour l'avenir, les paramètres climatiques de la commune estimés pour 2050 selon différents scénarios d’émission de gaz à effet de serre sont consultables sur un site dédié publié par Météo-France en novembre 2022.

### Milieux naturels et biodiversité

#### Espaces protégés
La protection réglementaire est le mode d’intervention le plus fort pour préserver des espaces naturels remarquables et leur biodiversité associée,.
La commune fait partie du parc naturel régional des Causses du Quercy, un espace protégé créé en 1999 et d'une superficie de 183 039 ha, qui s'étend sur 102 communes du département du Lot. La cohérence du territoire du Parc s’est fondée sur l’unité géologique d’un même socle de massif karstique, entaillé de profondes vallées. Le périmètre repose sur une unité de paysages autour de la pierre et du bâti (souvent en pierre sèche), de l’empreinte des pelouses sèches et du pastoralisme et de l’omniprésence des patrimoines naturels et culturels,. Ce parc a été classé Géoparc en mai 2017 sous la dénomination « géoparc des causses du Quercy », faisant dès lors partie du réseau mondial des Géoparcs, soutenu par l’UNESCO,.
La commune fait également partie de la zone de transition du bassin de la Dordogne, un territoire d'une superficie de 1 880 258 ha reconnu réserve de biosphère par l'UNESCO en juillet 2012,.

#### Zones naturelles d'intérêt écologique, faunistique et floristique
L’inventaire des zones naturelles d'intérêt écologique, faunistique et floristique (ZNIEFF) a pour objectif de réaliser une couverture des zones les plus intéressantes sur le plan écologique, essentiellement dans la perspective d’améliorer la connaissance du patrimoine naturel national et de fournir aux différents décideurs un outil d’aide à la prise en compte de l’environnement dans l’aménagement du territoire.
Deux ZNIEFF de type 1 sont recensées sur la commune :
les « pelouses sèches et bois de la partie Nord du causse de Gramat et rivière souterraine de Padirac » (3 605 ha), couvrant 10 communes du département et 
les « prairies naturelles et boisements de la combe Molière et du Bos del Moussur » (178 ha), couvrant 4 communes du département
et une ZNIEFF de type 2, : 
le « plateau et bassin d'alimentation du système karstique de Padirac » (10 133 ha), couvrant 11 communes du département.

Cartes des ZNIEFF de type 1 et 2 à Miers.
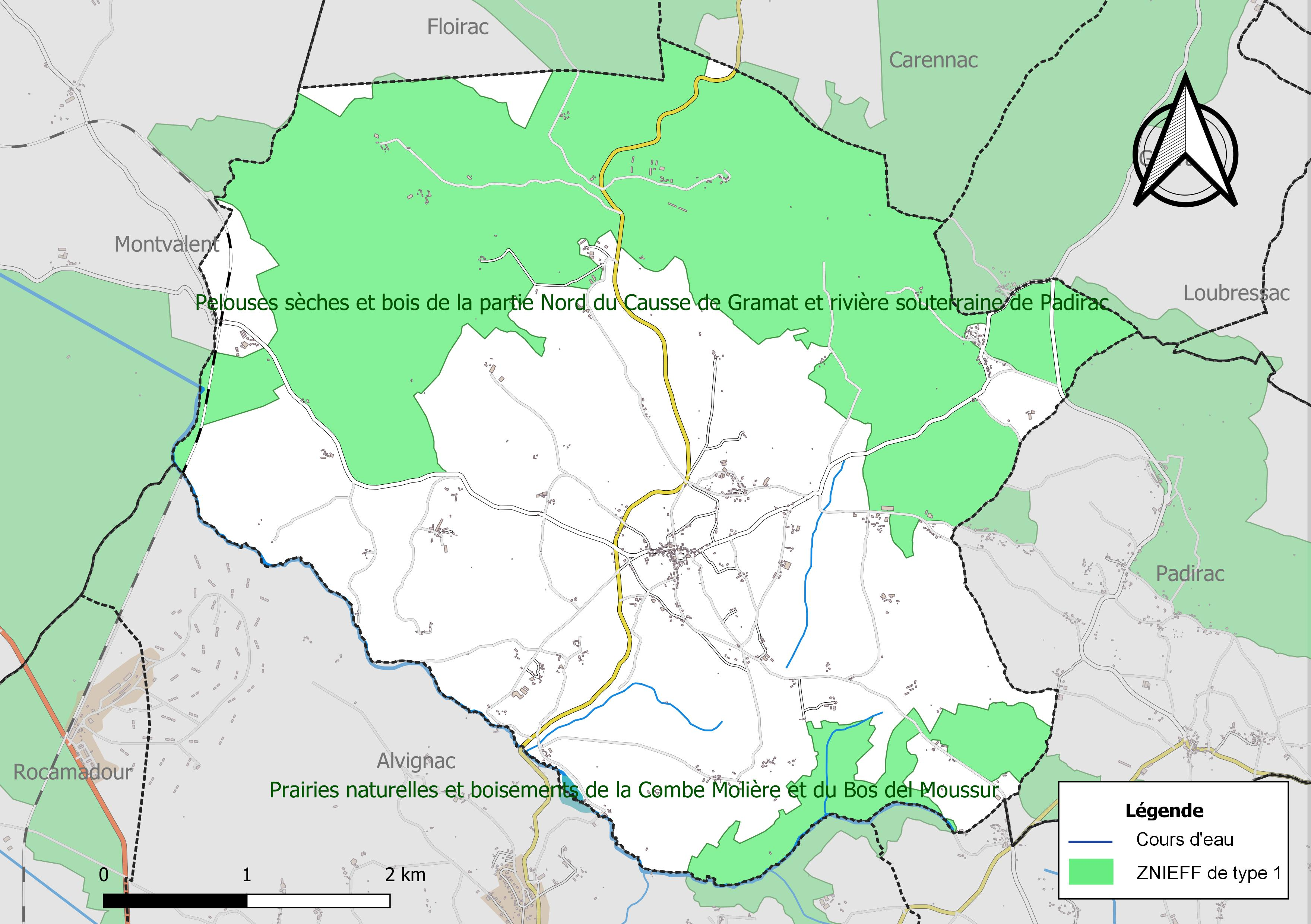
Carte des ZNIEFF de type 1 sur la commune.
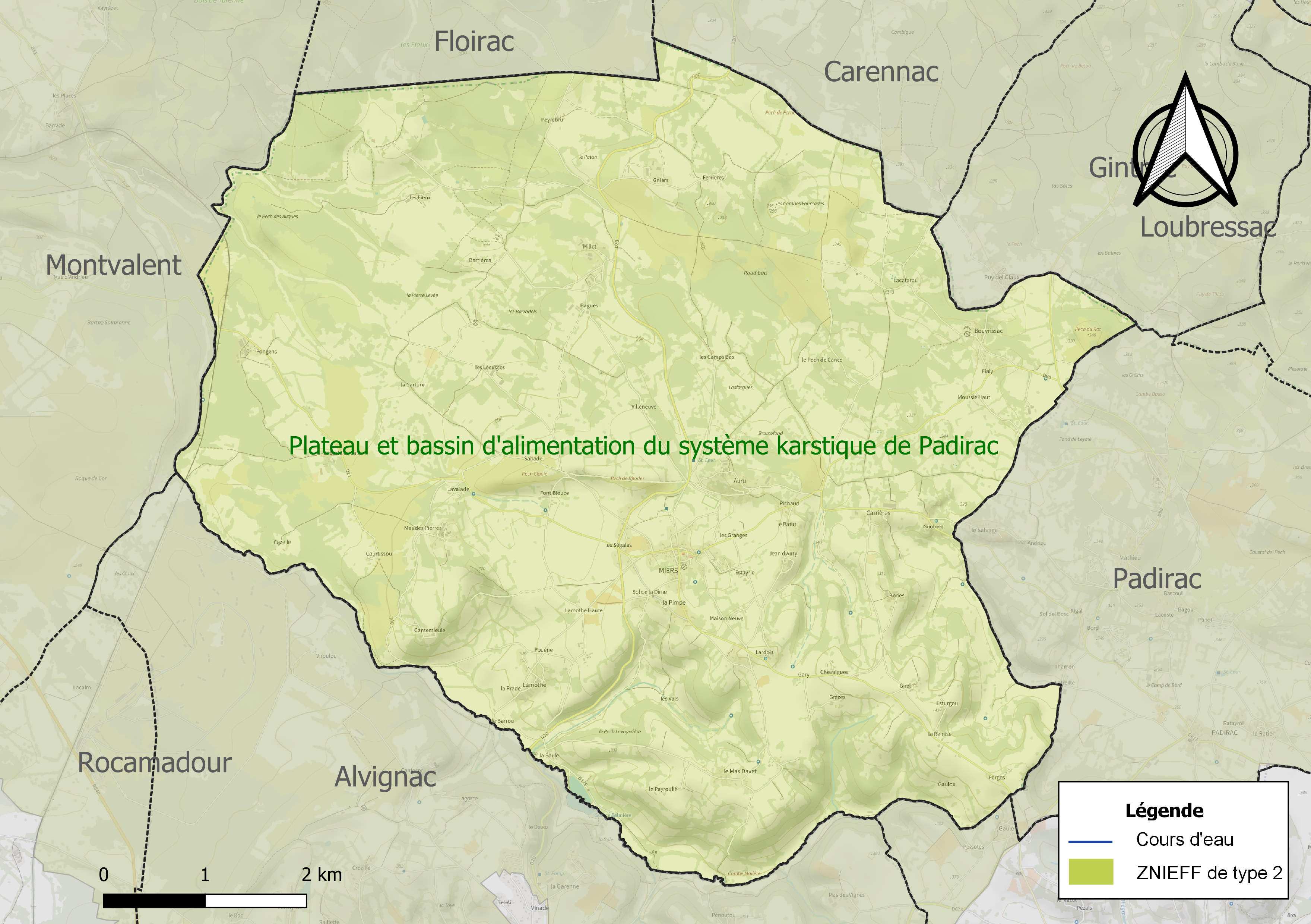
Carte de la ZNIEFF de type 2 sur la commune.

## Urbanisme

### Typologie
Au 1er janvier 2024, Miers est catégorisée commune rurale à habitat très dispersé, selon la nouvelle grille communale de densité à sept niveaux définie par l'Insee en 2022.
Elle est située hors unité urbaine. Par ailleurs la commune fait partie de l'aire d'attraction de Gramat, dont elle est une commune de la couronne,. Cette aire, qui regroupe 18 communes, est catégorisée dans les aires de moins de 50 000 habitants,.

### Occupation des sols
L'occupation des sols de la commune, telle qu'elle ressort de la base de données européenne d’occupation biophysique des sols Corine Land Cover (CLC), est marquée par l'importance des forêts et milieux semi-naturels (59,6 % en 2018), une proportion identique à celle de 1990 (59,6 %). La répartition détaillée en 2018 est la suivante : 
milieux à végétation arbustive et/ou herbacée (54,6 %), zones agricoles hétérogènes (35,6 %), forêts (5 %), prairies (4,8 %). L'évolution de l’occupation des sols de la commune et de ses infrastructures peut être observée sur les différentes représentations cartographiques du territoire : la carte de Cassini (XVIIIe siècle), la carte d'état-major (1820-1866) et les cartes ou photos aériennes de l'IGN pour la période actuelle (1950 à aujourd'hui).

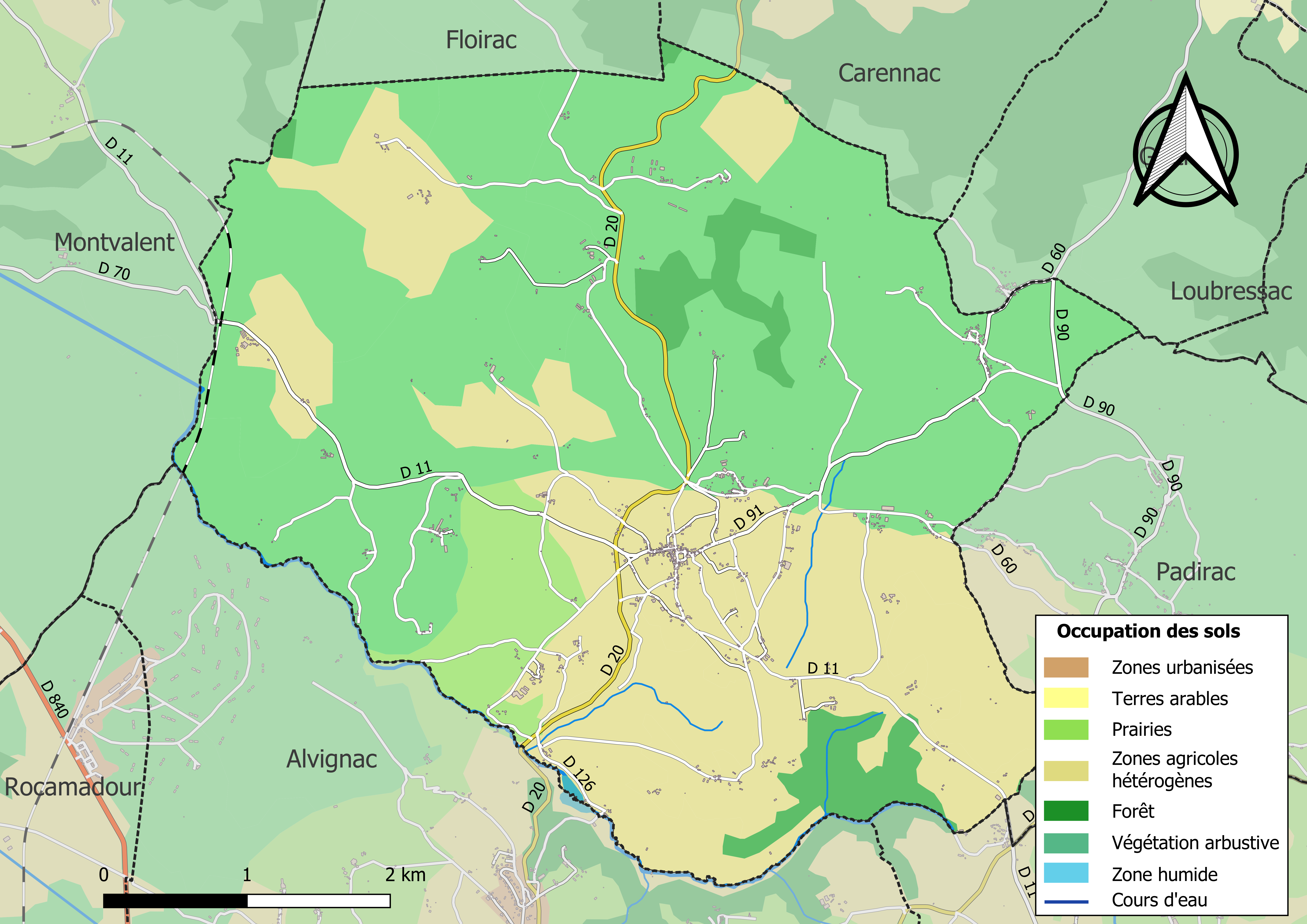
Carte des infrastructures et de l'occupation des sols de la commune en 2018 (CLC).

### Risques majeurs
Le territoire de la commune de Miers est vulnérable à différents aléas naturels : météorologiques (tempête, orage, neige, grand froid, canicule ou sécheresse), feux de forêts, mouvements de terrains et séisme (sismicité très faible). Il est également exposé à un risque technologique,  le transport de matières dangereuses. Un site publié par le BRGM permet d'évaluer simplement et rapidement les risques d'un bien localisé soit par son adresse soit par le numéro de sa parcelle.

#### Risques naturels
Miers est exposée au risque de feu de forêt. Un plan départemental de protection des forêts contre les incendies a été approuvé par arrêté préfectoral le 30 novembre 2015 pour la période 2015-2025. Les propriétaires doivent ainsi couper les broussailles, les arbustes et les branches basses sur une profondeur de 50 mètres, aux abords des constructions, chantiers, travaux et installations de toute nature, situées à moins de 200 mètres de terrains en nature
de bois, forêts, plantations, reboisements, landes ou friches. Le brûlage des déchets issus de l’entretien des parcs et jardins des ménages et des collectivités est interdit. L’écobuage est également interdit, ainsi que les feux de type méchouis et barbecues, à l’exception de ceux prévus dans des installations fixes (non situées sous couvert d'arbres) constituant une dépendance d'habitation.

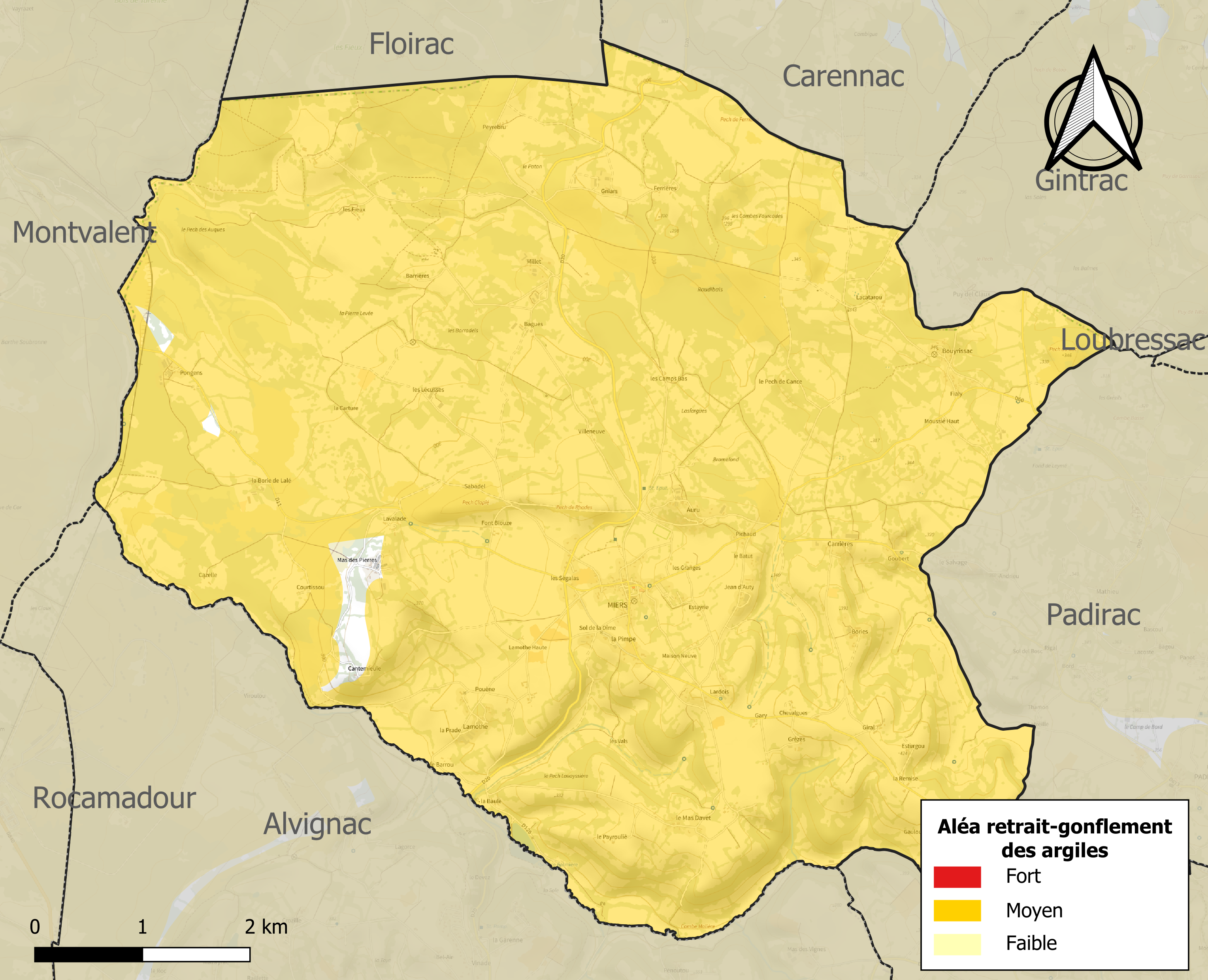
Carte des zones d'aléa retrait-gonflement des sols argileux de Miers.

Les mouvements de terrains susceptibles de se produire sur la commune sont des affaissements et effondrements liés aux cavités souterraines (hors mines) et des glissements de terrain. Par ailleurs, afin de mieux appréhender le risque d’affaissement de terrain, l'inventaire national des cavités souterraines permet de localiser celles situées sur la commune.
Le retrait-gonflement des sols argileux est susceptible d'engendrer des dommages importants aux bâtiments en cas d’alternance de périodes de sécheresse et de pluie. 99 % de la superficie communale est en aléa moyen ou fort (67,7 % au niveau départemental et 48,5 % au niveau national). Sur les 273 bâtiments dénombrés sur la commune en 2019, 270 sont en aléa moyen ou fort, soit 99 %, à comparer aux 72 % au niveau départemental et 54 % au niveau national. Une cartographie de l'exposition du territoire national au retrait gonflement des sols argileux est disponible sur le site du BRGM,.
Par ailleurs, afin de mieux appréhender le risque d’affaissement de terrain, l'inventaire national des cavités souterraines permet de localiser celles situées sur la commune.
La commune a été reconnue en état de catastrophe naturelle au titre des dommages causés par les inondations et coulées de boue survenues en 1982, 1989 et 1999. Concernant les mouvements de terrains, la commune a été reconnue en état de catastrophe naturelle au titre des dommages causés par des mouvements de terrain en 1999.

#### Risques technologiques
Le risque de transport de matières dangereuses sur la commune est lié à sa traversée par une infrastructure ferroviaire. Un accident se produisant sur une telle infrastructure est susceptible d’avoir des effets graves sur les biens, les personnes ou l'environnement, selon la nature du matériau transporté. Des dispositions d’urbanisme peuvent être préconisées en conséquence.

## Toponymie
Le toponyme Miers est basé sur le mot latin medius, avec l'idée de milieu, de mitoyenneté ou de colon partiaire.

## Histoire

### Préhistoire
Les premières traces humaines remontent au Paléolithique moyen (300 000 ans BP) comme l'a révélé le site préhistorique des Fieux.
La commune possède un patrimoine mégalithique particulièrement riche avec de nombreux dolmens visibles, principalement au nord-ouest du territoire de la commune :

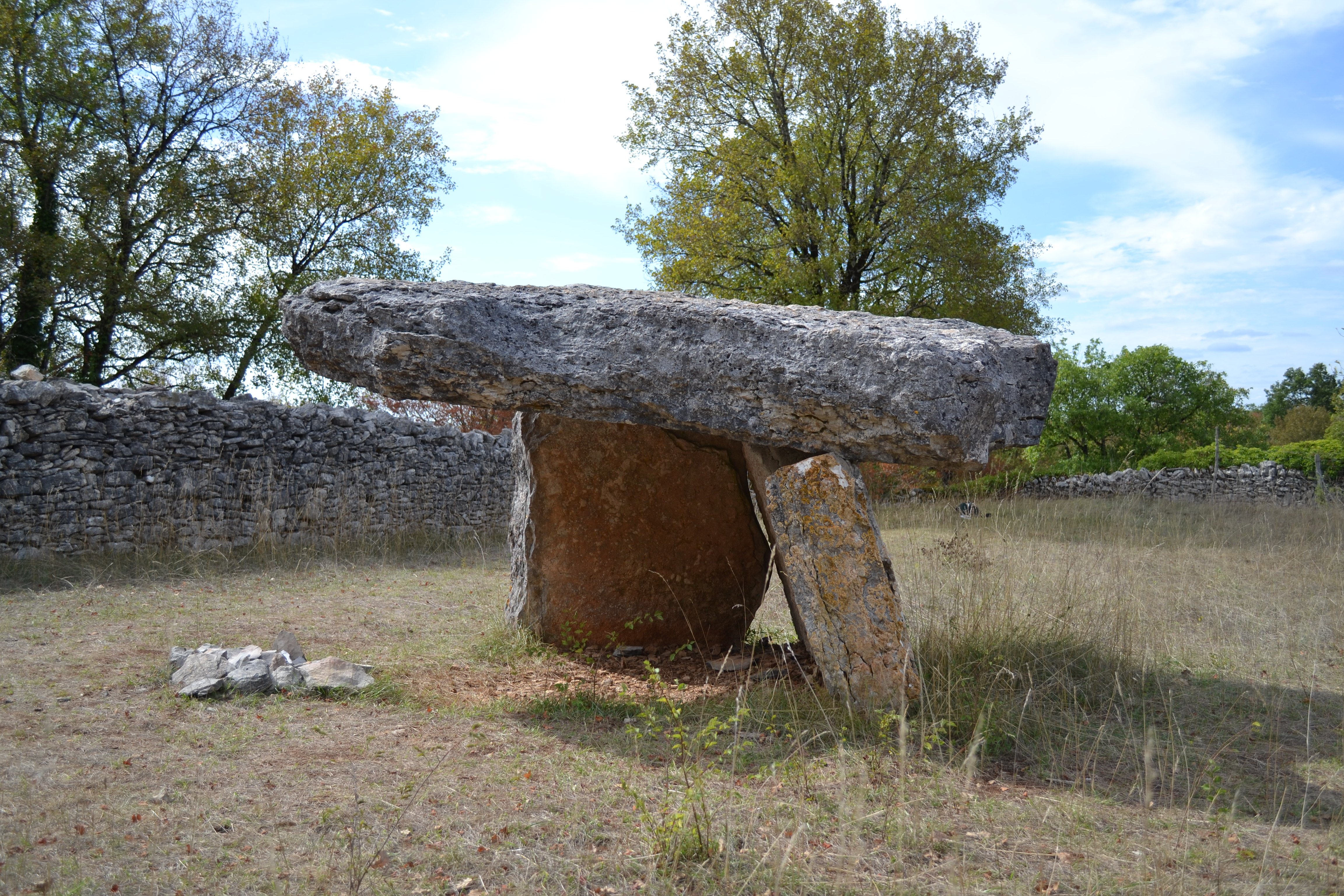
Dolmen no 2 de Barrières

- Dolmens de Barrières : ce site comporte trois dolmens.

Le dolmen no 1 est un petit dolmen qui a perdu sa table mais conservé sa dalle de chevet. Le dolmen no 2 est un beau dolmen avec une haute chambre sépulcrale encore protégée par sa table (2,5 m x 3 m * 0,5 m). 44° 52′ 11″ N, 1° 41′ 23″ E  Le dolmen no 3, aussi appelé Dolmen de la Pierre Levée, a conservé son tumulus dont il émerge à peine : c'est une belle construction dont la table (5 mètres de long pour 3 mètres de large et une épaisseur de 0,60 mètre) doit approcher les 20 tonnes. Les orthostates dépassent les 3 mètres de long.
 Inscrit MH (2012) Notice no PA46000057 44° 52′ 08″ N, 1° 41′ 02″ E

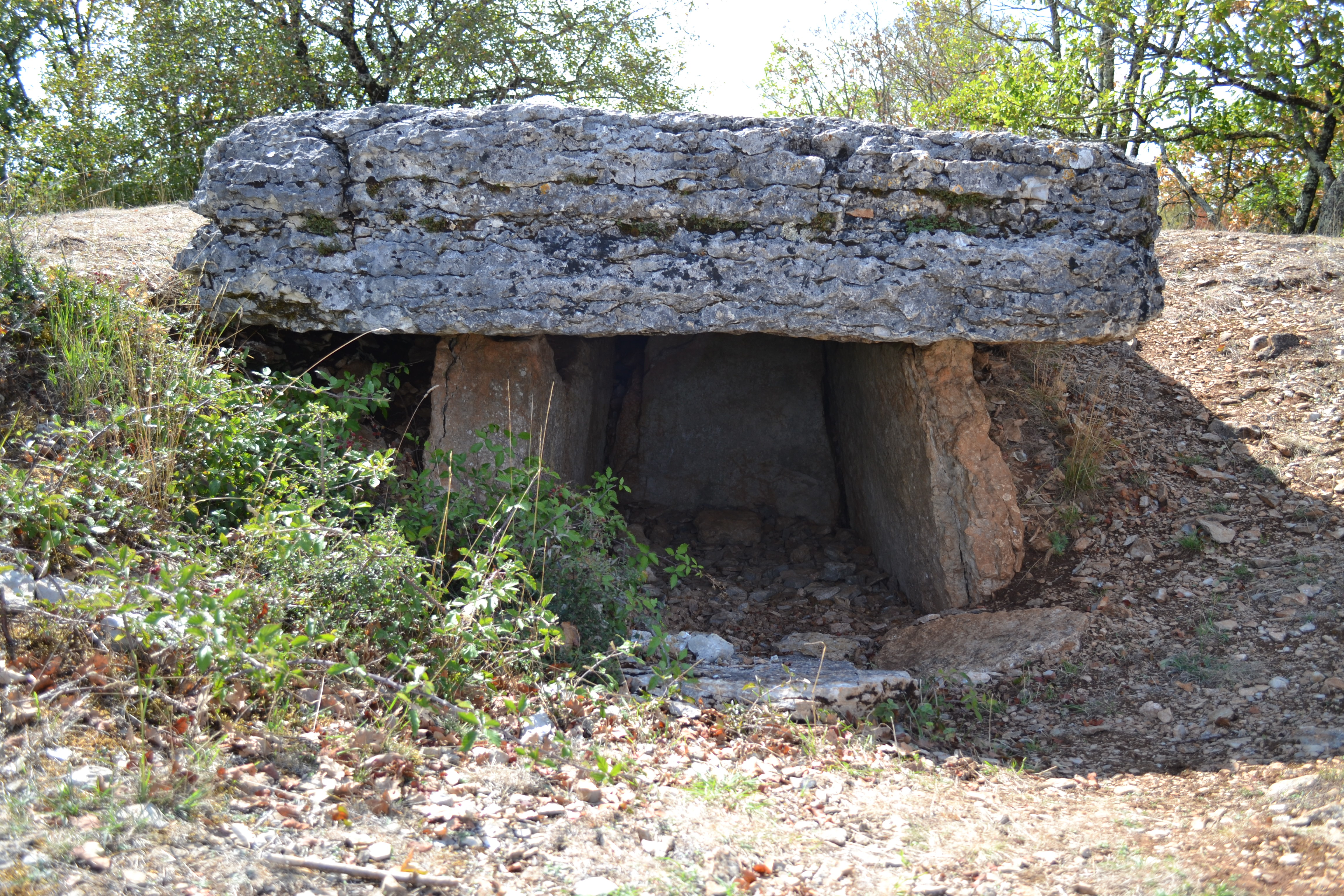
Dolmen no 3 de Barrières

- Dolmen de Gniars : bien qu'encore enchâssé dans son tumulus, il ne possède plus sa table. 44° 52′ 37″ N, 1° 42′ 13″ E
- Dolmen de Peyrebru : la table de 4 mètres de long repose sur des orthostates de 1,80 mètre de hauteur pour 3,30 mètres de long, l'ensemble constituant une chambre sépulcrale très haute inclinée vers l'arrière. 44° 53′ 00″ N, 1° 41′ 45″ E
- Dolmen de la Carture : 44° 51′ 41″ N, 1° 41′ 15″ E
- Dolmen de Moussié : dolmen double situé à l'est de Miers en direction de Padirac.
- Dolmen des Fieux : 44° 52′ 47″ N, 1° 41′ 36″ E
- Dolmen du Pech des Auques : 44° 52′ 32″ N, 1° 40′ 11″ E

### Moyen Âge

#### Les Hospitaliers
Un monastère fut fondé en 1203, au lieu-dit actuel "le Couvent des Fieux", par Gerbert de Thémines. En 1271, Barascon de Thémines, fils du fondateur de l'Hôpital-Beaulieu fit don du fief des Fieux au prieur de Saint-Gilles Guillaume de Villaret. Un hôpital y était installé pour les pèlerins et les malades. Il relevait du précepteur de Latronquière, commandeur de l'ordre de l'Hôpital de Saint-Jean de Jérusalem pour le Quercy. Comme ses parents, Barascon souhaitait établir un prieuré d'hospitalières sur sa baronnie. Il obtint ce droit de Philippe le Bel en 1295.
En 1296, il était gouverné par Jourdaine de Villaret, sœur de Guillaume de Villaret qui sera le vingt-quatrième grand maître des Hospitaliers de Saint-Jean de Jérusalem.
Le 30 mai 1297 à Fronton, Pierre Ramon (ou de Raymond), commandeur des maisons du Quercy de l'ordre de Saint-Jean de Jérusalem rétrocéda à Barascon les Fieux contre des terres qui agrandirent la commanderie d'Espédaillac. Barascon y fit construire une maison de religieuse et "pour la dévotion et le salut de son âme" en fit don à l'ordre de Saint-Jean de Jérusalem. Ce prieuré était composé de douze religieuses, percevait des aumônes sur les paroisses de Bio, Albiac, Thémines et Rueyres,.
En 1304, le vicomte de Turenne Raimond VII mit sous la dépendance des Fieux le prieuré de Saint-Georges d'Issordel. Le 7 juillet 1308, le prieuré de Curemonte fut rattaché au Fieux. Malgré ces revenus, le couvent des Fieux restait très pauvre. En 1370 et 1372, les seigneurs de Miers firent dons de leur domaine de Lacalmète à Loubressac, en échange du choix de la prieure dans leur famille : la maison des Miers-Vayrac. Le 1er juillet 1395, pour éviter l'abandon des Fieux à la suite des guerres anglaises, le pape Benoît XIII unit provisoirement les Fieux à l'église de Montvalent. En 1479, Raymond de Richard, Grand Prieur de Saint-Gilles, visita les lieux et les trouva si délabrés qu'il en interdit l'entrée de novices. Malgré les mauvaises conditions de vie, la Vicomté de Turenne y envoya en 1524 Gabrielle de Laqueille-Castelnau qui devint prieure. Cette dernière devint en 1528 prieure de l'Hôpital-Beaulieu. Le 15 novembre 1609, Galiote de Gourdon-Ginouillac-Vaillac prit la direction des Fieux qui avaient été dévastés pendant les Guerres de Religion.
Face aux difficultés, Galiote et ses compagnes décidèrent du rattachement des Fieux au prieuré de l'Hôpital-Beaulieu. Cette annexion fut confirmée par une bulle du pape Paul V le 9 janvier 1611 et par lettres patentes du roi Louis XIII du 4 août 1624. Lors de l'inventaire du 15 novembre 1609 rapporte que les revenus du domaine des Fieux et de ses dépendances s'élevaient à 3250 livres.
En 1679, le couvent des Fieux était désert et en ruine. Il le resta jusqu'en 1793, date à laquelle il fut vendu comme bien national à la famille Caminade.
Au XIVe siècle, le prieuré des Fieux comportait :
- une nef de 16 mètres de long par 8 mètres de large à deux travées éclairées par deux fenêtres étroites (3,9 × 0,1 mètres) ;
- un cimetière attenant au sud de l'église ;
- le couvent ;
- l'hôpital-hôtellerie ;
- une cour, un colombier, un puits et un jardin potager ;
- une muraille en quadrilatère entourant le tout de 80 à 90 mètres de côté et 7 de hauteur ;
- 400 hectares de terres et de forêt de chênes.

#### Le château
Le château de Miers est déjà en 1297 mentionné dans l'acte de création du prieuré des Fieux. Les co-seigneurs Bertrand de Miers, Pierre de Salgues, Bertrand de Vassignac, Hébrard d'Hardenssa, Guillaume de Miers (prieur), Pons d'Aymer, Guéraud de Fossat et Géraud de la Valette rendent hommage à leur suzerain Gérin de Castelnau pour le château, la châtellenie et la juridiction de Miers.

#### Le chemin de Rocamadour
Au XIVe siècle, nombreux étaient les pèlerins qui suivaient la « route des Flandres ». Ils partaient de Bruges et Tournai, franchisaient la Dordogne et passaient par Miers avant d'arriver à Rocamadour. De même, les pèlerins de Lorraine y arrivaient par la « voie carolingienne », ceux du Puy-en-Velay par la « voie mariale ».

## Population et société

### Démographie
L'évolution du nombre d'habitants est connue à travers les recensements de la population effectués dans la commune depuis 1793. Pour les communes de moins de 10 000 habitants, une enquête de recensement portant sur toute la population est réalisée tous les cinq ans, les populations de référence des années intermédiaires étant quant à elles estimées par interpolation ou extrapolation. Pour la commune, le premier recensement exhaustif entrant dans le cadre du nouveau dispositif a été réalisé en 2006.

En 2022, la commune comptait 448 habitants, en évolution de −1,1 % par rapport à 2016 (Lot : +1,31 %, France hors Mayotte : +2,11 %).
| 1793  | 1800  | 1806 | 1821  | 1831  | 1836  | 1841  | 1846  | 1851  |
| ----- | ----- | ---- | ----- | ----- | ----- | ----- | ----- | ----- |
| 1 057 | 1 069 | 903  | 1 526 | 1 249 | 1 251 | 1 220 | 1 292 | 1 316 |

| 1856  | 1861  | 1866  | 1872  | 1876  | 1881  | 1886 | 1891 | 1896 |
| ----- | ----- | ----- | ----- | ----- | ----- | ---- | ---- | ---- |
| 1 341 | 1 227 | 1 179 | 1 139 | 1 076 | 1 012 | 963  | 901  | 897  |

| 1901 | 1906 | 1911 | 1921 | 1926 | 1931 | 1936 | 1946 | 1954 |
| ---- | ---- | ---- | ---- | ---- | ---- | ---- | ---- | ---- |
| 847  | 830  | 761  | 573  | 571  | 564  | 532  | 521  | 450  |

| 1962 | 1968 | 1975 | 1982 | 1990 | 1999 | 2006 | 2011 | 2016 |
| ---- | ---- | ---- | ---- | ---- | ---- | ---- | ---- | ---- |
| 451  | 407  | 391  | 365  | 347  | 398  | 424  | 439  | 453  |

| 2021 | 2022 | - | - | - | - | - | - | - |
| ---- | ---- | - | - | - | - | - | - | - |
| 451  | 448  | - | - | - | - | - | - | - |

### Enseignement

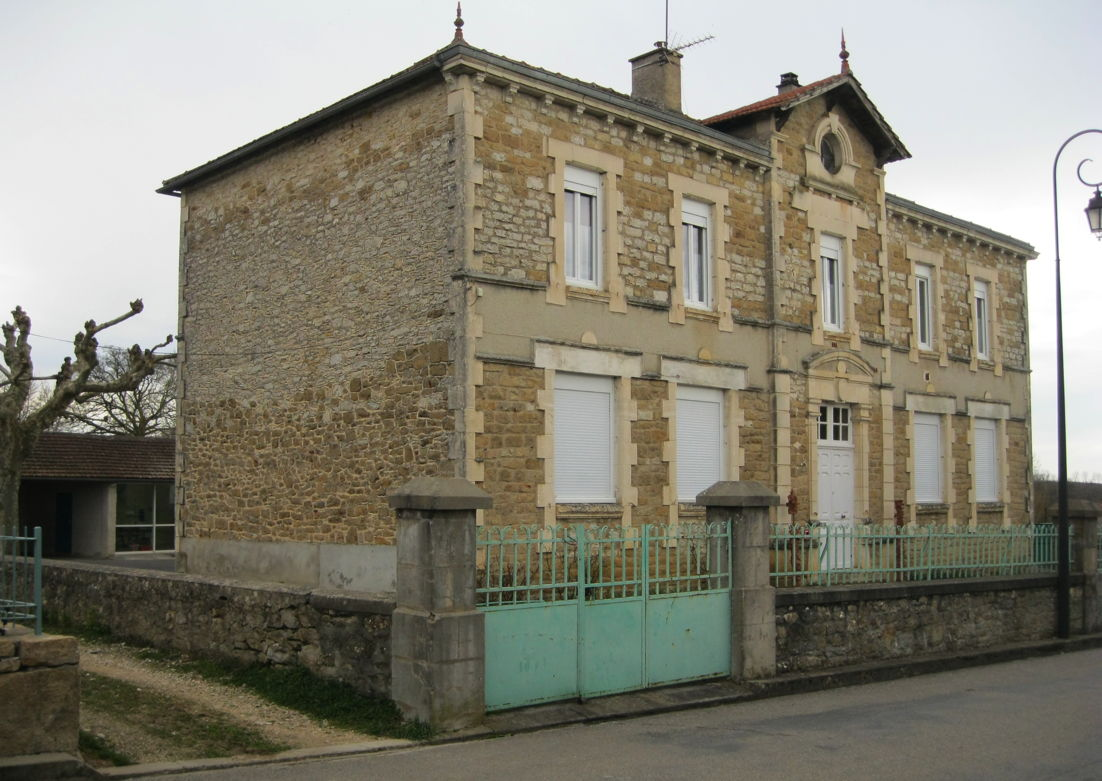
L'école de Miers.

Miers possède une école publique, à deux salles de classe, créée en 1926. Elle dépend de l'académie de Toulouse et fait partie du Regroupement pédagogique (RPI) "l'étoile" qui rassemble les enfants des communes d'Alvignac, Miers, Padirac, Rignac et Rocamadour. Elle accueille dans une classe unique les enfants de 2e et 3e année du cycle 2 (CP et CE1) du RPI.
L'école dispose d'une BCD (Bibliothèque Centre de Documentation) et de services de garderie et de restauration scolaire.
En 2012, la mairie de Miers y a réalisé la remise aux normes de l'installation électrique et des moyens d'accès pour les personnes à mobilité réduite. Dans le cadre du plan de relance économique de la France de 2008-2009 et des actions pour les écoles rurales, la classe a été dotée d'un tableau blanc interactif.

### Manifestations culturelles et festivités
- L'archéosite des Fieux propose des activités de découverte de la préhistoire : initiation aux techniques de fouille, identification des traces d'animaux, tir au propulseur, tir à l’arc[55] ;
- En juillet et août, des agriculteurs et des traiteurs (artisans alimentaires) tiennent un marché sous la marque commerciale « Marchés des Producteurs de Pays » tous les vendredis de 17 h à 20 h sur la place de l'Église de Miers. Des démonstrations de tonte de moutons sont effectuées[56],[57].

### Santé
- Le médecin et le pharmacien les plus proches se trouvent à Alvignac : 4 km, 6 minutes.
- Les hôpitaux voisins sont ceux de Saint-Céré (19 km, 26 minutes), Brive-la-Gaillarde (49 km, 51 minutes), Figeac (44 km, 52 minutes), et Cahors (71 km, 1 heure et 17 minutes).

### Sports
Le club de football FC Miers a été créé en 2011. Il évolue en promotion de 1er division district.

## Économie

### Revenus
En 2018, la commune compte 202 ménages fiscaux, regroupant 410 personnes. La médiane du revenu disponible par unité de consommation est de 19 660 € (20 740 € dans le département).

### Emploi
|                | 2008  | 2013  | 2018  |
| -------------- | ----- | ----- | ----- |
| Commune        | 7,3 % | 8,2 % | 8,6 % |
| Département    | 7,3 % | 8,9 % | 9,6 % |
| France entière | 8,3 % | 10 %  | 10 %  |

En 2018, la population âgée de 15 à 64 ans s'élève à 270 personnes, parmi lesquelles on compte 79,5 % d'actifs (70,9 % ayant un emploi et 8,6 % de chômeurs) et 20,5 % d'inactifs,. En  2018, le taux de chômage communal (au sens du recensement) des 15-64 ans est inférieur à celui de la France et département, alors qu'en 2008 il était supérieur à celui du département et inférieur à celui de la France.
La commune fait partie de la couronne de l'aire d'attraction de Gramat, du fait qu'au moins 15 % des actifs travaillent dans le pôle,. Elle compte 85 emplois en 2018, contre 60 en 2013 et 84 en 2008. Le nombre d'actifs ayant un emploi résidant dans la commune est de 197, soit un indicateur de concentration d'emploi de 43,4 % et un taux d'activité parmi les 15 ans ou plus de 57,2 %.
Sur ces 197 actifs de 15 ans ou plus ayant un emploi, 66 travaillent dans la commune, soit 33 % des habitants. Pour se rendre au travail, 80,5 % des habitants utilisent un véhicule personnel ou de fonction à quatre roues, 1,6 % les transports en commun, 3,6 % s'y rendent en deux-roues, à vélo ou à pied et 14,3 % n'ont pas besoin de transport (travail au domicile).

### Activités hors agriculture
32 établissements sont implantés  à Miers au 31 décembre 2019. Le tableau ci-dessous en détaille le nombre par secteur d'activité et compare les ratios avec ceux du département,.
| Secteur d'activité                                                                                        | Commune | Commune | Département |
| Secteur d'activité                                                                                        | Nombre  | %       | %           |
| --- | ------- | ------- | ----------- |
| Ensemble                                                                                                  | 32      |         |             |
| Industrie manufacturière, industries extractives et autres                                                | 7       | 21,9 %  | (14 %)      |
| Construction                                                                                              | 6       | 18,8 %  | (13,9 %)    |
| Commerce de gros et de détail, transports, hébergement et restauration                                    | 9       | 28,1 %  | (29,9 %)    |
| Information et communication                                                                              | 1       | 3,1 %   | (1,8 %)     |
| Activités immobilières                                                                                    | 2       | 6,3 %   | (3,5 %)     |
| Activités spécialisées, scientifiques et techniques et activités de services administratifs et de soutien | 4       | 12,5 %  | (13,5 %)    |
| Administration publique, enseignement, santé humaine et action sociale                                    | 2       | 6,3 %   | (12 %)      |
| Autres activités de services                                                                              | 1       | 3,1 %   | (8,7 %)     |

Le secteur du commerce de gros et de détail, des transports, de l'hébergement et de la restauration est prépondérant sur la commune puisqu'il représente 28,1 % du nombre total d'établissements de la commune (9 sur les 32 entreprises implantées  à Miers), contre 29,9 % au niveau départemental.

### Agriculture
La commune est dans les Causses », une petite région agricole occupant une grande partie centrale du département du Lot. En 2020, l'orientation technico-économique de l'agriculture  sur la commune est la polyculture et/ou le polyélevage.
|               | 1988  | 2000  | 2010  | 2020  |
| ------------- | ----- | ----- | ----- | ----- |
| Exploitations | 42    | 45    | 28    | 26    |
| SAU (ha)      | 1 368 | 1 749 | 1 885 | 1 718 |

Le nombre d'exploitations agricoles en activité et ayant leur siège dans la commune est passé de 42 lors du recensement agricole de 1988  à 45 en 2000 puis à 28 en 2010 et enfin à 26 en 2020, soit une baisse de 38 % en 32 ans. Le même mouvement est observé à l'échelle du département qui a perdu pendant cette période 60 % de ses exploitations,. La surface agricole utilisée sur la commune est restée relativement stable, passant de 1368 ha en 1988 à 1718 ha en 2020. Parallèlement la surface agricole utilisée moyenne par exploitation a augmenté, passant de 33 à 66 ha.

## Culture locale et patrimoine

### Lieux et monuments
- L'église Saint-Martin de Miers ;

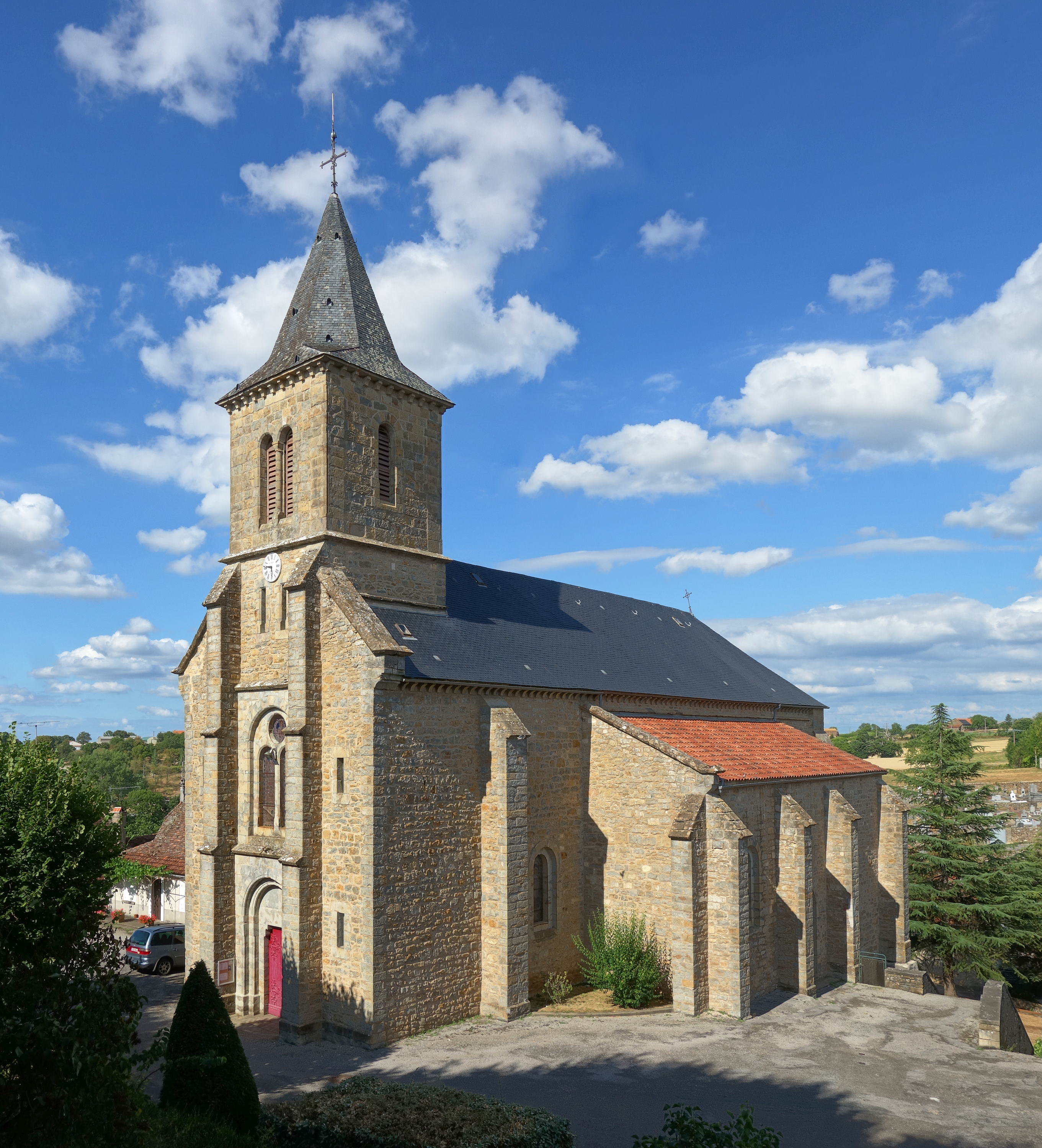
L'église Saint-Martin.

- La source Salmière : exsurgence située en limite de la commune d'Alvignac aux eaux fortement minéralisées et laxatives ;
- Le plan d'eau de la source Salmière ;
- La grotte ornée des Fieux classée par arrêté du 17 janvier 1967 aux monuments historiques[63] ;
- Le gisement préhistorique des Fieux inscrit par arrêté du 9 février 1993 aux monuments historiques[64] ;
- L'ancien couvent des Fieux qui dépendait de l'hôpital d'Issendolus.

#### Site de l'Insee
1. ↑  « La grille communale de densité », sur le site de l'Insee, 28 mai 2024 (consulté le 28 juin 2024).
2. 1 2  Insee, « Métadonnées de la commune de Miers ».
3. ↑  « Liste des communes composant l'aire d'attraction de Gramat », sur le site de l'Insee (consulté le 28 juin 2024).
4. ↑  Marie-Pierre de Bellefon, Pascal Eusebio, Jocelyn Forest, Olivier Pégaz-Blanc et Raymond Warnod (Insee), « En France, neuf personnes sur dix vivent dans l’aire d’attraction d’une ville », sur le site de l'Insee, 21 octobre 2020 (consulté le 28 juin 2024).
5. ↑  « REV T1 - Ménages fiscaux de l'année 2018 à Miers » (consulté le 5 février 2022).
6. ↑  « REV T1 - Ménages fiscaux de l'année 2018 dans le Lot » (consulté le 5 février 2022).
7. 1 2  « Emp T1 - Population de 15 à 64 ans par type d'activité en 2018 à Miers » (consulté le 5 février 2022).
8. ↑  « Emp T1 - Population de 15 à 64 ans par type d'activité en 2018 dans le Lot » (consulté le 5 février 2022).
9. ↑  « Emp T1 - Population de 15 à 64 ans par type d'activité en 2018 dans la France entière » (consulté le 5 février 2022).
10. ↑  « Base des aires d'attraction des villes 2020 », sur site de l'Insee (consulté le 10 avril 2021).
11. ↑  « Emp T5 - Emploi et activité en 2018 à Miers » (consulté le 5 février 2022).
12. ↑  « ACT T4 - Lieu de travail des actifs de 15 ans ou plus ayant un emploi qui résident dans la commune en 2018 » (consulté le 5 février 2022).
13. ↑  « ACT G2 - Part des moyens de transport utilisés pour se rendre au travail en 2018 » (consulté le 5 février 2022).
14. ↑  « DEN T5 - Nombre d'établissements par secteur d'activité au 31 décembre 2019 à Miers » (consulté le 14 février 2022).
15. ↑  « DEN T5 - Nombre d'établissements par secteur d'activité au 31 décembre 2019 dans le Lot » (consulté le 14 février 2022).

#### Autres sources
1. ↑  Carte IGN sous Géoportail
2. 1 2  Carte IGN 1/25000 2136 Est Vayrac - Padirac
3. 1 2 3  Jean-Noël Salomon (LGPA et INTERMET, Institutde Bordeaux, Université Bordeaux 3), « Le causse de Gramat et ses alentours : les atouts du paysage karstique », Karstologia, no 35,‎ 2000, p. 1-3 (ISSN 0751-7688)Description du causse de Gramat (géologie, climat, sol, végétation, hydrologie, occupation humaine, atouts paysagers et patrimoniaux, 6 figures, 9 photos et une carte A3 hydro-karsto-spéléologie du causse de Gramat..
4. ↑  Bernard Collignon et Robert Fabriol, « Étude chimique et bactériologique de la rivière souterraine de Padirac (France) », Bulletin de la Société géographique de Liège, vol. 29,‎ 1993, p. 29-36 (lire en ligne)
5. 1 2  Michel Durand, « Historique des explorations de l'igue de Barrière », Bulletin du Comité Départemental de Spéléologie du Lot (CDS46), no 5,‎ 1979, p. 41-53 (ISBN 2-9509260-2-9).
6. ↑  
Jean Taisne, Contribution à un inventaire spéléologique du Département du Lot : coordonnées et situation de plus de 1300 cavités, Labastide-Murat, Comité Départemental de Spéléologie du Lot (CDS46), mars 2006, 363 p. (ISBN 2-9509260-1-0).
7. ↑  
Joël Magdelaine, « Spéléologie en Quercy », Spéléoc - Revue des spéléologues du Grand Sud-Ouest, no 110,‎ 2e trimestre 2006, p. 7-14 (ISSN 0241-4104, lire en ligne).
8. ↑  Christian Boudsocq, « Perte de Miers (Lot) : Un nouveau regard sur Padirac ? », Spéléoc - Revue des spéléologues du Grand Sud-Ouest, no 115,‎ 3e trimestre 2007, p. 17 (ISSN 0241-4104, lire en ligne).
9. ↑  Guillaume Lavergne, « Découverte d'un nouvel affluent : le réseau souterrain de Padirac s'agrandit », sur La Dépêche du Midi, 22 août 2015 (consulté le 23 août 2015).
10. ↑  Lettre du SCP n°335 - mai 2015, « Un nouveau long réseau près de Padirac », sur speleoclubdeparis.fr, 4 juin 2015 (consulté le 23 août 2015).
11. ↑  Édouard-Alfred Martel, Les Abîmes, Paris, Delagrave, 1894, relié (ISBN 2-7348-0533-2), chap. XVII (« Le Causse de Gramat — Les Goules »), p. 305.
12. 1 2  Association Racines, Archéologie et Archéologue : Canton de Gramat (Lot), éditions du Ver Luisant, avril 2006, 200 p., p. 84.
13. 1 2  Daniel Joly, Thierry Brossard, Hervé Cardot, Jean Cavailhes, Mohamed Hilal et Pierre Wavresky, « Les types de climats en France, une construction spatiale », Cybergéo, revue européenne de géographie - European Journal of Geography, no 501,‎ 18 juin 2010 (DOI 10.4000/cybergeo.23155, lire en ligne, consulté le 14 novembre 2023)
14. ↑  « Zonages climatiques en France métropolitaine. », sur pluiesextremes.meteo.fr (consulté le 14 novembre 2023).
15. ↑  « Orthodromie entre Miers et Lunegarde », sur fr.distance.to (consulté le 14 novembre 2023).
16. ↑  « Station Météo-France « Lunegarde » (commune de Lunegarde) - fiche climatologique - période 1991-2020 », sur donneespubliques.meteofrance.fr (consulté le 14 novembre 2023).
17. ↑  « Station Météo-France « Lunegarde » (commune de Lunegarde) - fiche de métadonnées. », sur donneespubliques.meteofrance.fr (consulté le 14 novembre 2023).
18. ↑  « Climadiag Commune : diagnostiquez les enjeux climatiques de votre collectivité. », sur meteofrance.fr, novembre 2022 (consulté le 14 novembre 2023).
19. ↑  « Les espaces protégés. », sur le site de l'INPN (consulté le 10 mai 2022).
20. ↑  « Liste des espaces protégés sur la commune », sur le site de l'inventaire national du patrimoine naturel (consulté le 2 septembre 2021).
21. ↑  « Le parc naturel régional des Causses du Quercy – charte 2012-2024 »(Archive.org • Wikiwix • Archive.is • Google • Que faire ?), sur parc-causses-du-quercy.fr (consulté le 8 mai 2021).
22. ↑  [PDF]« Le parc naturel régional des Causses du Quercy – charte 2012-2024 - le rapport »(Archive.org • Wikiwix • Archive.is • Google • Que faire ?), sur parc-causses-du-quercy.fr (consulté le 8 mai 2021).
23. ↑  « - fiche descriptive », sur le site de l'inventaire national du patrimoine naturel (consulté le 1er septembre 2021).
24. ↑  « le géoparc des Causses du Quercy »(Archive.org • Wikiwix • Archive.is • Google • Que faire ?), sur le site des Géoparks de l'Unesco (consulté le 26 août 2021).
25. ↑  « Géoparc des Causses du Quercy - fiche descriptive », sur le site de l'inventaire national du patrimoine naturel (consulté le 1er septembre 2021).
26. ↑  « Réserve de biosphère du bassin de la Dordogne », sur mab-france.org (consulté le 2 septembre 2021).
27. ↑  « Bassin de la Dordogne - zone de transition - fiche descriptive », sur le site de l'inventaire national du patrimoine naturel (consulté le 1er septembre 2021).
28. 1 2  « Liste des ZNIEFF de la commune de Miers », sur le site de l'Inventaire national du patrimoine naturel (consulté le 2 septembre 2021).
29. ↑  « ZNIEFF les « pelouses sèches et bois de la partie Nord du causse de Gramat et rivière souterraine de Padirac » - fiche descriptive », sur le site de l'inventaire national du patrimoine naturel (consulté le 2 septembre 2021).
30. ↑  « ZNIEFF les « prairies naturelles et boisements de la combe Molière et du Bos del Moussur » - fiche descriptive », sur le site de l'inventaire national du patrimoine naturel (consulté le 2 septembre 2021).
31. ↑  « ZNIEFF le « plateau et bassin d'alimentation du système karstique de Padirac » - fiche descriptive », sur le site de l'inventaire national du patrimoine naturel (consulté le 2 septembre 2021).
32. ↑  « CORINE Land Cover (CLC) - Répartition des superficies en 15 postes d'occupation des sols (métropole). », sur le site des données et études statistiques du ministère de la Transition écologique. (consulté le 14 avril 2021).
33. 1 2  « Les risques près de chez moi - commune de Miers », sur Géorisques (consulté le 17 octobre 2022).
34. ↑  BRGM, « Évaluez simplement et rapidement les risques de votre bien », sur Géorisques (consulté le 13 septembre 2022).
35. ↑  « Dossier départemental des risques majeurs dans le Lot »(Archive.org • Wikiwix • Archive.is • Google • Que faire ?), sur lot.gouv.fr (consulté le 13 septembre 2022).
36. ↑  « Dossier départemental des risques majeurs dans le Lot »(Archive.org • Wikiwix • Archive.is • Google • Que faire ?), sur lot.gouv.fr (consulté le 13 septembre 2022), chapitre Mouvements de terrain.
37. 1 2  « Liste des cavités souterraines localisées sur la commune de Miers », sur georisques.gouv.fr (consulté le 13 septembre 2022).
38. ↑  « Retrait-gonflement des argiles », sur le site de l'observatoire national des risques naturels (consulté le 13 septembre 2022).
39. ↑  « Dossier départemental des risques majeurs dans le Lot »(Archive.org • Wikiwix • Archive.is • Google • Que faire ?), sur lot.gouv.fr (consulté le 13 septembre 2022), chapitre Risque transport de matières dangereuses.
40. ↑  Gaston Bazalgues, « Les noms des communes du Parc », Les cahiers scientifiques du Parc naturel régional des Causses du Quercy, vol. 1,‎ 2014, p. 117 (lire en ligne)
41. 1 2  
J. B. Gluck, Album historique du département du Lot : avec les vues des principaux monuments et sites de cette partie du Quercy, Paris, Gluck Frères, 1995 (réimpr. 1995) (1re éd. 1852), 192 p. (ISBN 978-2-87802-209-4 et 2-87802-209-2, lire en ligne), p. 93
42. 1 2 3 4 5 6  Jacques Juillet, Commanderies du Haut-Quercy : Sur le chemin de Rocamadour, 1975, 171 p., p. 136-145.
43. 1 2  
Guillaume Lacoste, Histoire générale de la province de Quercy, vol. 2, t. 10, Cahors, Girma, 1982 (réimpr. 2012) (1re éd. 1883), 503 p. (ISBN 978-2-7348-0086-6 et 2-7348-0086-1, lire en ligne sur Gallica), chap. 48, p. 401-402.
44. ↑  
Guillaume Lacoste, Histoire générale de la province de Quercy, vol. 3, t. 12, Cahors, Girma, 1982 (réimpr. 2012) (1re éd. 1883), 478 p. (ISBN 978-2-7348-0086-6 et 2-7348-0086-1, lire en ligne sur Gallica), chap. 12, p. 25.
45. ↑  Jacques Juillet, Commanderies du Haut-Quercy : Sur le chemin de Rocamadour, 1975, 171 p., p. 160.
46. ↑  « Les maires de Miers », sur francegenweb.org (consulté le 5 mars 2013).
47. ↑  L'organisation du recensement, sur insee.fr.
48. ↑  Calendrier départemental des recensements, sur insee.fr.
49. ↑  Des villages de Cassini aux communes d'aujourd'hui sur le site de l'École des hautes études en sciences sociales.
50. ↑  Fiches Insee - Populations de référence de la commune pour les années 2006, 2007, 2008, 2009, 2010, 2011, 2012, 2013, 2014, 2015, 2016, 2017, 2018, 2019, 2020, 2021 et 2022.
51. 1 2  
« Ecole de Miers », sur ecole.rocamadour.pagesperso-orange.fr (consulté le 6 mars 2013).
52. ↑  « Présentation du RPI », sur ecole.rocamadour.pagesperso-orange.fr (consulté le 6 mars 2013).
53. ↑  « Miers - L'école sera remise aux normes », sur ladepeche.fr, 1er février 2012 (consulté le 6 mars 2013).
54. ↑  « Alvignac - École publique »(Archive.org • Wikiwix • Archive.is • Google • Que faire ?), sur alvignac.fr, 2009 (consulté le 6 mars 2013).
55. ↑  Société Préhistorique Française, « Archéosite des Fieux : les événements de la saison 2013 », sur prehistoire.org, 28 février 2013 (consulté le 6 mars 2013).
56. ↑  « Marché des Producteurs de Pays de Padirac », sur marches-producteurs.com/lot (consulté le 6 mars 2013).
57. ↑  « Miers - Le marché des producteurs est un succès », sur ladepeche.fr/article/2012/07/09/1396596-miers-le-marche-des-producteurs-est-un-succes.html, 9 septembre 2013 (consulté le 6 mars 2013).
58. ↑  La Dépêche - Guillaume Lavergne, « À Miers, un club de foot est né », sur ladepeche.fr, 26 septembre 2011 (consulté le 6 mars 2013).
59. ↑  « Les régions agricoles (RA), petites régions agricoles(PRA) - Année de référence : 2017 », sur agreste.agriculture.gouv.fr (consulté le 14 février 2022).
60. ↑  Présentation des premiers résultats du recensement agricole 2020, Ministère de l’agriculture et de l’alimentation, 10 décembre 2021
61. 1 2  « Fiche de recensement agricole - Exploitations ayant leur siège dans la commune de Miers - Données générales », sur recensement-agricole.agriculture.gouv.fr (consulté le 14 février 2022).
62. ↑  « Fiche de recensement agricole - Exploitations ayant leur siège dans le département du Lot » (consulté le 14 février 2022).
63. ↑  Notice no PA00095168, sur la plateforme ouverte du patrimoine, base Mérimée, ministère français de la Culture.
64. ↑  Notice no PA00125603, sur la plateforme ouverte du patrimoine, base Mérimée, ministère français de la Culture.